# D.R. Kaprekar
Dattathreya Ramchandra Kaprekar, född 1905 i Dahanu, Maharashtra, Indien, död 1986 i Devlali, Maharashtra, var en indisk fritidsmatematiker och skollärare. Han beskrev flera klasser av naturliga tal inklusive Kaprekartal, Harshadtal och självnummer, samt upptäckte Kaprekars konstant, som uppkallades efter honom.

## Biografi
Kaprekar fick sin gymnasieutbildning i Thane och studerade vid Fergusson College i Pune. År 1927 vann han Wrangler RP Paranjpe Mathematical Prize för originellt arbete i matematik.
Kaprekar studerade vid universitetet i Mumbai där han avlade sin kandidatexamen 1929. Han genomgick aldrig någon formell forskarutbildning, utan var under hela sin karriär (1930-1962) skollärare i Nashik i Maharashtra. Han publicerade en stor mängd rapporter om ämnen som cykliska decimaler, magiska kvadrater, och heltal med speciella egenskaper.

## Upptäckter
Kaprekar redovisade, i stort sett på egen hand, ett antal resultat inom talteorin och beskrev olika egenskaper hos tal. Förutom Kaprekars konstant (6174) och kaprekartal, som namngavs efter honom, beskrev han också självnummer eller Devlalital, Harshadtal och Demlotal. Han konstruerade också vissa typer av magiska kvadrater relaterade till Copernicus magiska kvadrat. 
Hans idéer togs till en början inte på allvar av indiska matematiker, och hans resultat publicerades mestadels på låg nivå i matematiktidskrifter eller publicerades privat. Ett internationellt erkännande kom först när Martin Gardner skrev om Kaprekar i sin kolumn om matematiska spel i Scientific American i mars 1975. Sedan dess har många andra matematiker gjort utökade undersökningar av de egenskaper som Kaprekar upptäckt hos de naturliga talen.